# العكيرشي
العكيرشي هي إحدى قرى محافظة الرقة إحدى محافظات الجمهورية العربية السورية. 
تقع قرية العكيرشي على الضفة اليمنى لنهر الفرات على الطريق العام الواصل بين الرقة - ديرالزور وهي تبعد عن مركز مدينة الرقة 20 كم شرقًا. 
عدد سكانها حوالي 5.000 نسمة يعمل معظمهم بالزراعة